# Delisle (cràter)

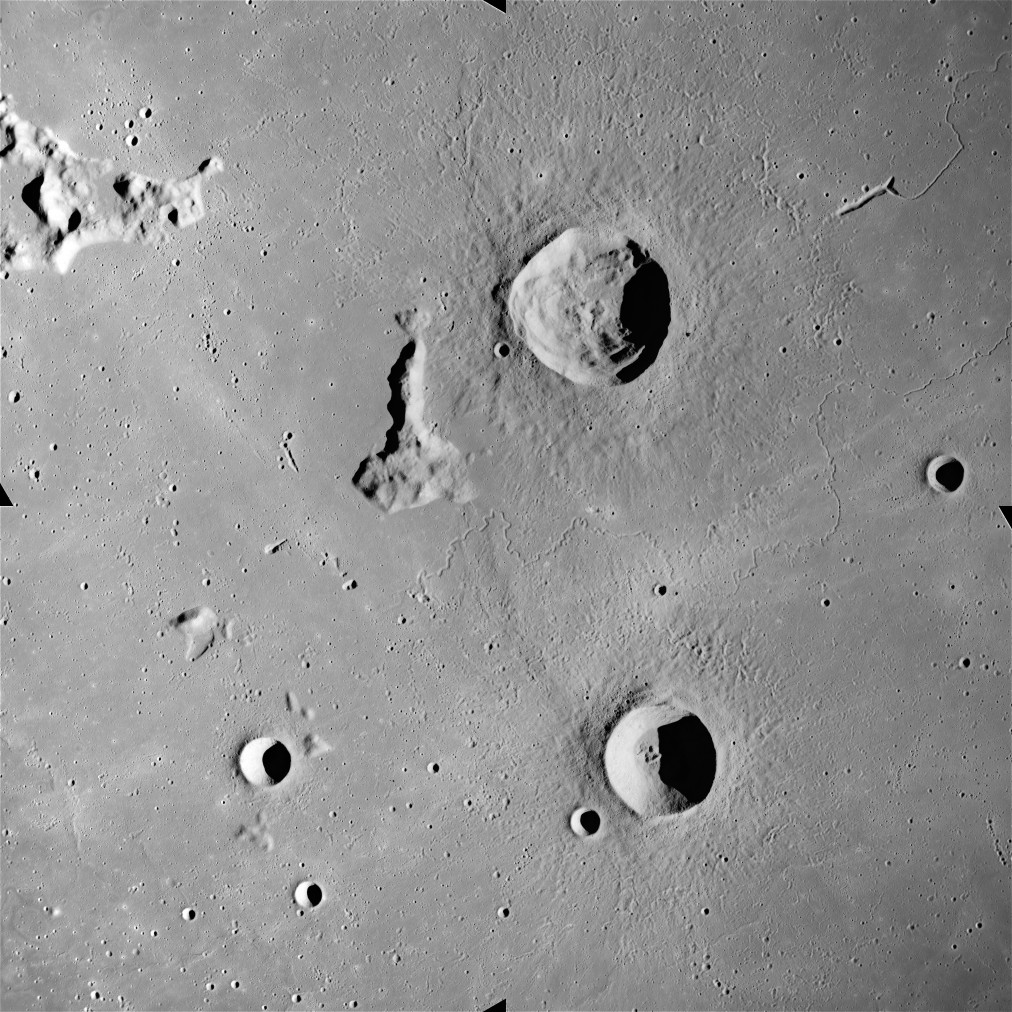
Fotografia de la missió Apol·lo 15

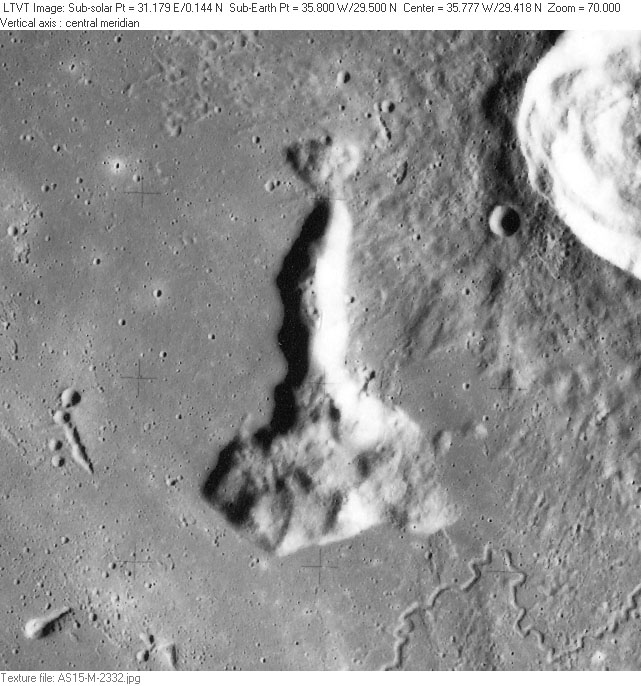
Mons Delisle. Fotografia de la missió Apol·lo 15

Delisle és un petit cràter d'impacte lunar situat en la part occidental de la Mare Imbrium. Es troba al nord del cràter Diofant, just al nord-oest de la cresta denominada Mons Delisle. Entre Delisle i Diofant se situa una esquerda sinuosa anomenada Rima Diofant, amb un diàmetre de 150 km. Al nord-est es troba una altra esquerda designada Rima Delisle, el nom d'aquest cràter.
La vora de Delisle és de forma una mica poligonal, amb una succinta elevació central sobre el fons del cràter. Presenta un lleuger enfonsament al llarg de la paret interior, però en general la vora es troba encara relativament intacta, amb poca presència de desgast significatiu. La vora exterior està envoltada per un petit terraplè sobre el terreny ondat.
Aquesta formació també és designada "De l'Isle" en algunes fonts.

## Rima Delisle
Es tracta d'un canal lunar sinuós a les coordenades selenogràfiques 31.0° nord, 32.0° oest. Ocupa un diàmetre màxim de 60 km. Tres petits cràters en les proximitats d'aquesta formació s'han designat amb noms propis per la UAI. Aquests s'enumeren en la taula següent:

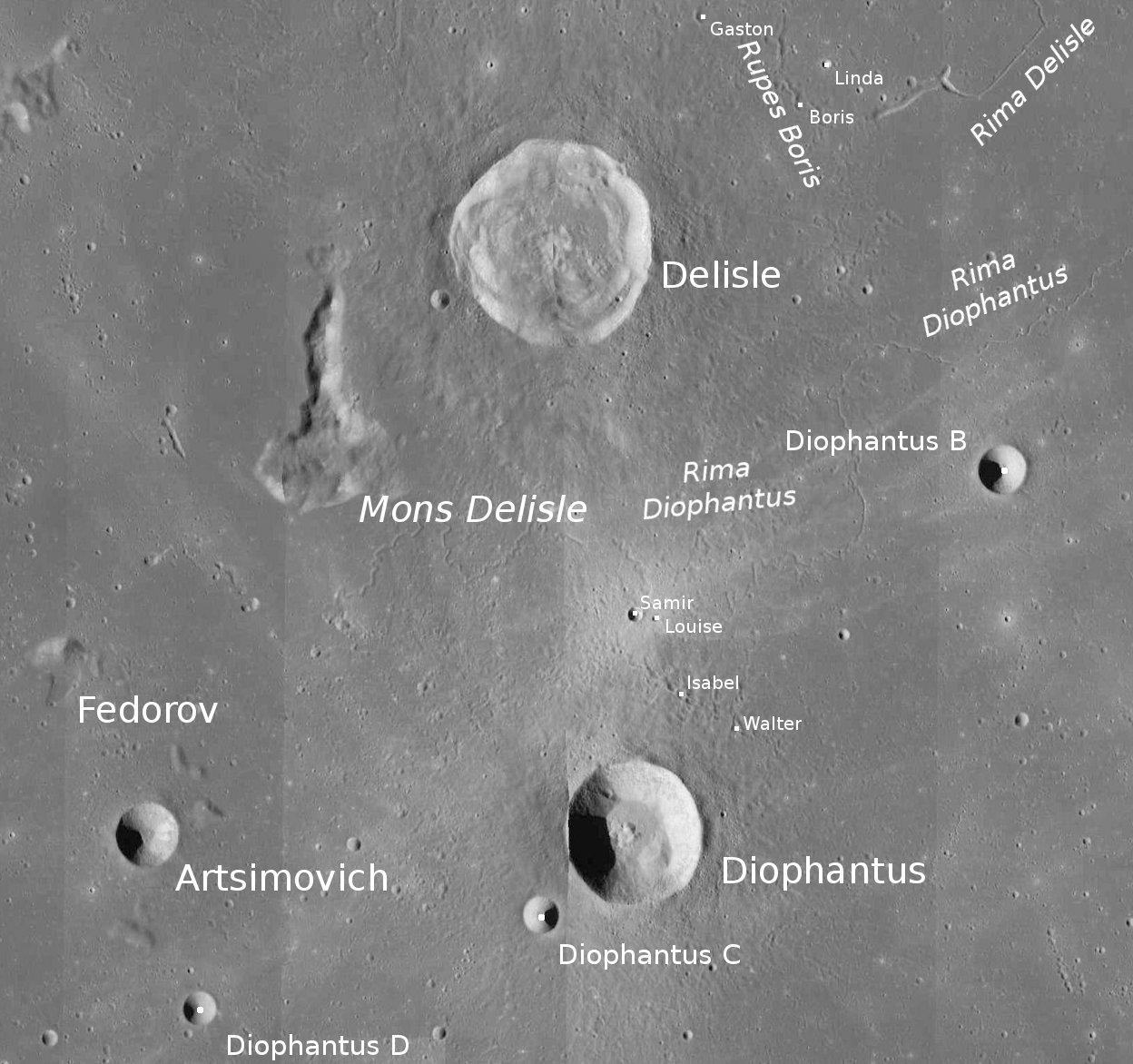
Fotografia de la missió Lunar Reconnaissance Orbiter

| Cràter | Coordenades                          | Diàmetre | Origen del nom         |
| ------ | ------------------------------------ | -------- | ---------------------- |
| Boris  | 30° 36′ N, 33° 30′ O / 30.6°N,33.5°O | 4 km     | Nom masculí en rus     |
| Gaston | 30° 54′ N, 34° 00′ O / 30.9°N,34.0°O | 2 km     | Nom masculí en francès |
| Linda  | 30° 42′ N, 33° 24′ O / 30.7°N,33.4°O | km       | Nom femení en castellà |

## Cràters satèl·lit
Per convenció aquests elements són identificats en els mapes lunars posant la lletra en el costat del punt central del cràter que està més prop de Delisle.
|         | \| Delisle \| Coordenades \| Diàmetre \| \| ------- \| ------------------------------------ \| -------- \| \| K \| 29° 00′ N, 38° 24′ O / 29.0°N,38.4°O \| 3 km \| |          |
| Delisle | Coordenades | Diàmetre |
| K       | 29° 00′ N, 38° 24′ O / 29.0°N,38.4°O | 3 km     |